# مونیای هندی

مونیای هندی یا سهره ریزِ هندی (نام علمی: Lonchura Malabarica) نام یک گونه از تیره سهرگان ریز است. این پرنده 11 سانتیمتر طول دارد و به رنگ قهوه ای، سفید شبیه سهره‌ها دیده می شود. منقا رخاکستری – نقره ای بلند، چشم ها واضح دم در انتها سیاه و روتنه و دمگاه سفید است. پرنده ی جوان دارای حاشیه ی سفید در پرهای بال است. به سرعت دست آموز شده و اغلب در گروه های کوچک دیده می شود. معمولا در حال تکان دادن دم است. و پروازش سبک و نیمه موجی است.
این پرنده در علفزارهای خشک و یا خار و خاشاک انگور کاری ها و درختان خرما به سر برده و آشیانه اش را به صورت آویزان می سازد.
در ایران گونه ی کمیاب و نادر است اما به ندرت در مناطق جنوب شرقی در حاشیه ی ساحل دریای عمان و تا شرق بندر لنگه و میناب دیده میشود.

## پرورش
پرورش این پرنده در قفس امری بسیار سخت و طاقت فرسا میباشد ،
دمای ایده‌آل برای نگهداری این گونه ۲۸ درجه تا ۳۲ درجه است.
غذای مانیای هندی در طبیعت دانه های ریز و بذر هاست ، اما در اسارت ارزن، تخم کتان، هفت تخم، تخم مرغ آب‌پز و برخی میوه‌جات و سبزی‌جات مانند کاهو و سیب است. پرنده ماده بین ۵ تا ۷ تخم می‌گذارد و جوجه‌هایش بعد از ۱۵ الی ۲۰ روز سر از تخم بیرون می‌آورند.

## نگارخانه

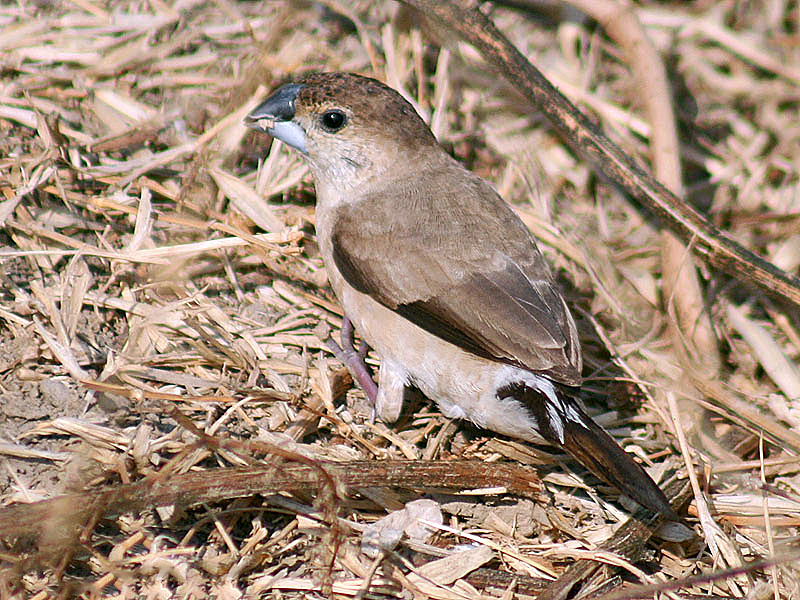
Foraging on the ground (India)
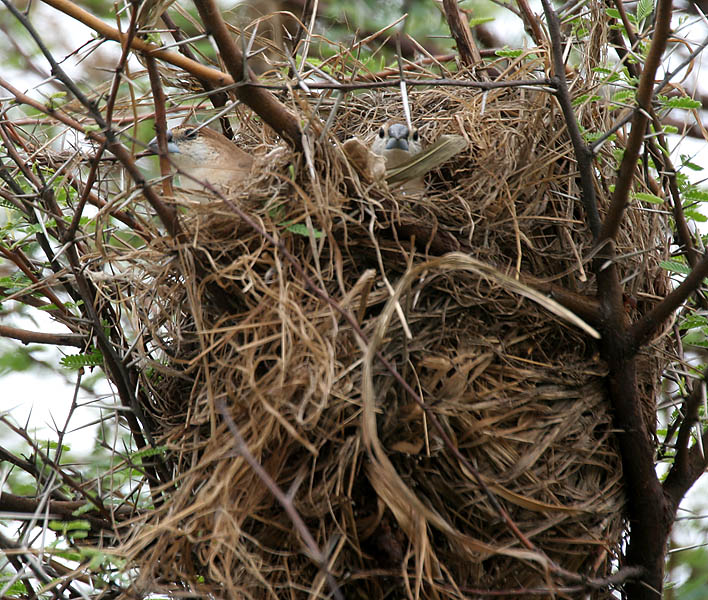
Nest in a thorny Acacia
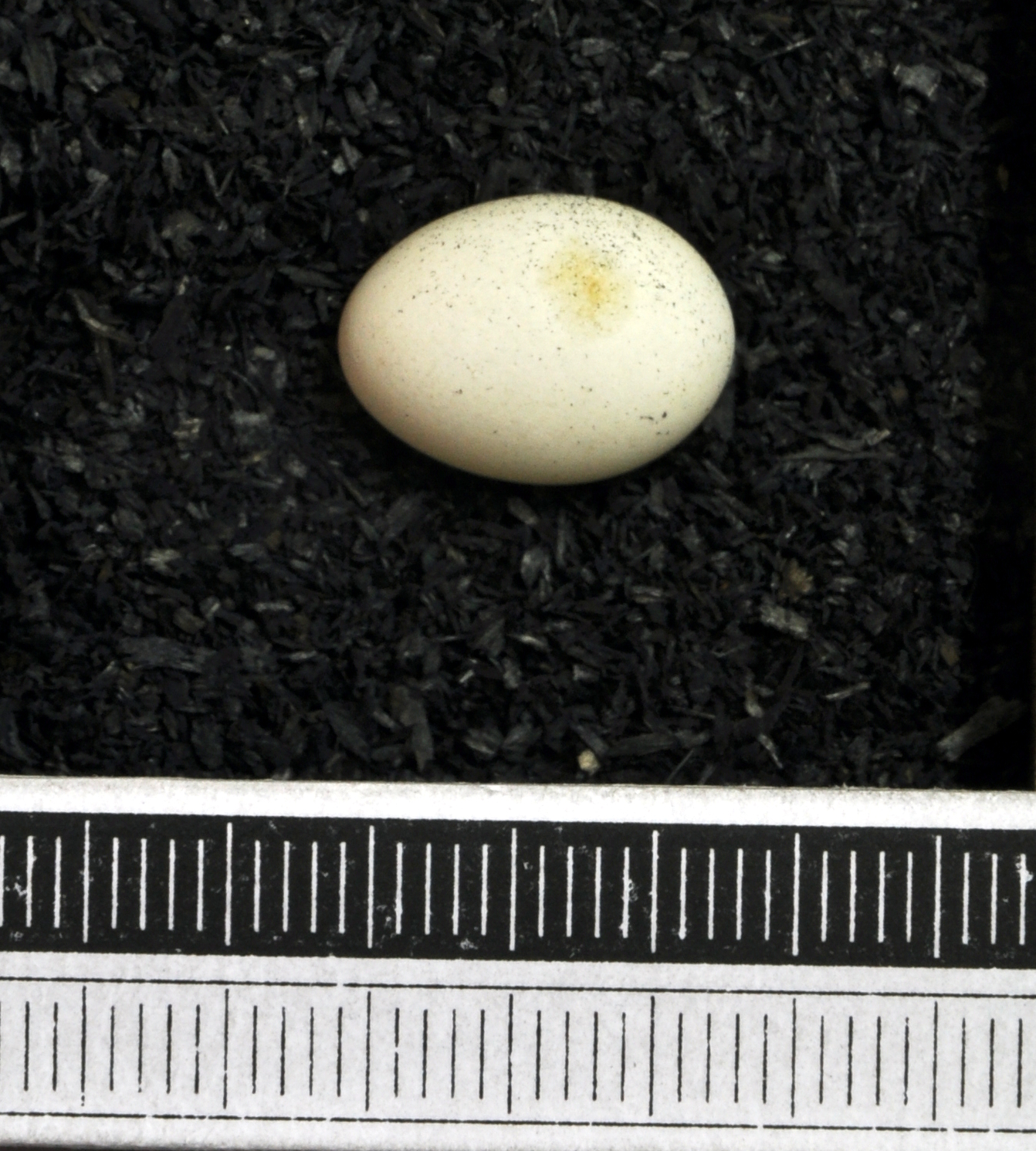
Egg (Museum Wiesbaden)
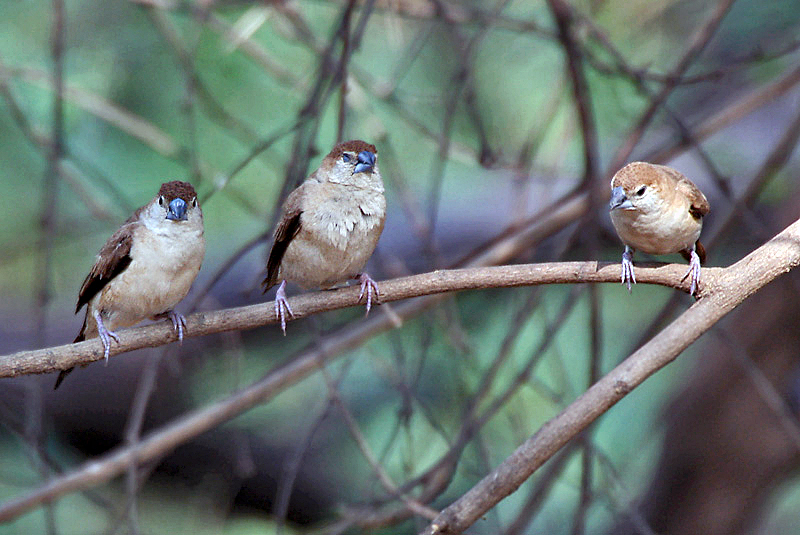
Part of a flock, with an immature
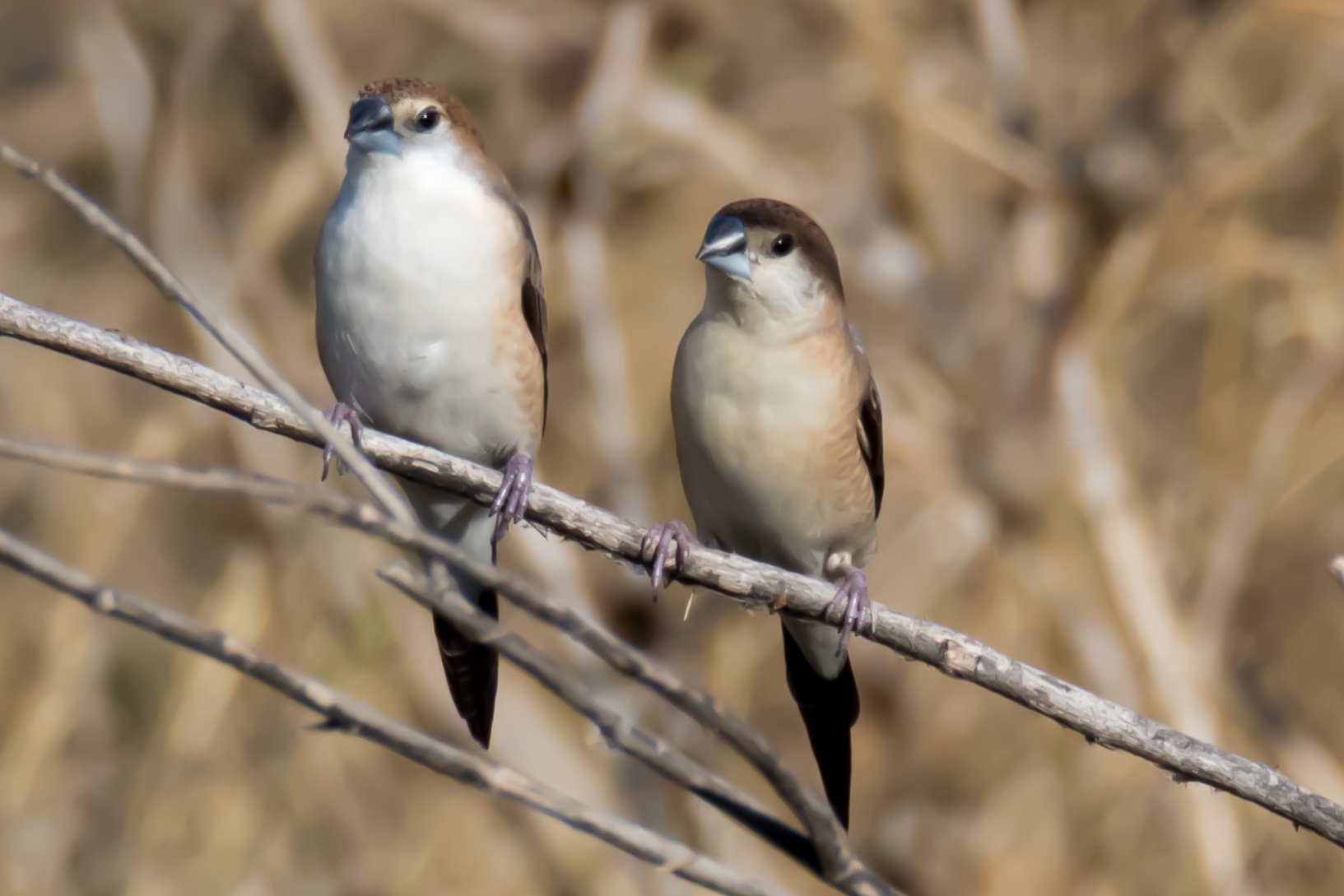
Indian Silverbill (South India)
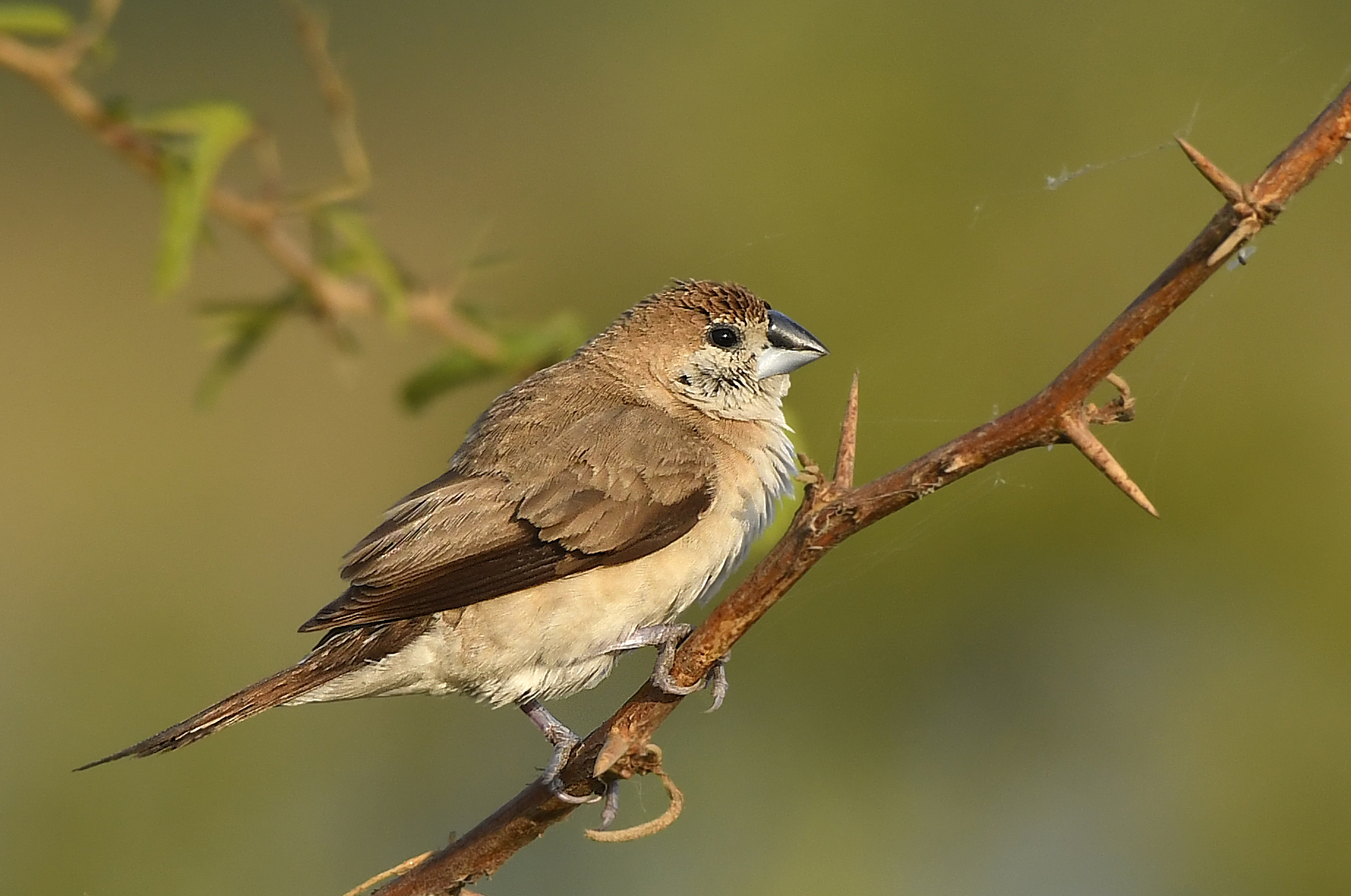
Indian Silverbill at Khijadiya Bird Sanctuary, Jamnagar, India